# Angkor Wat (banda)
Angkor Wat es una banda estadounidense de thrash metal de Corpus Christi, Texas . Llamados así por el complejo de templos hindúes entonces budistas, fueron precursores de la escena hardcore punk que surgió en Corpus Christi a mediados de los años ochenta.

## Historia
Angkor Wat fue fundado en 1986 por Adam Grossman, Danny Lohner, Dave Brinkman y Mike Treviño. Dave Nuss y Mike Titsworth se unieron a la banda en 1986 y 1987, respectivamente, luego de la partida de Treviño. Las enérgicas presentaciones en vivo de la banda, junto con su mezcla única de thrash metal y hardcore punk, consiguieron un contrato con Death Records, una subsidiaria de Metal Blade Records, bajo el cual lanzaron dos álbumes. Se grabó un tercer álbum con el nombre de Angkor Wat, pero debido a la diferencia estilística con el trabajo anterior de la banda, Lohner optó por lanzarlo como el debut de Skrew . El 1 de junio de 2018, la banda tocó en un espectáculo de reunión en House of Rock en Corpus Christi. Al día siguiente, fueron honrados con una estrella en el Paseo de la Fama de la Música del Sur de Texas en el Water Street Market. A fines de 2018, la banda se embarcó en una mini gira en Texas con The Accused AD y permanece activa según su sitio web.

## Secuelas
En 1990, Adam Grossman y Danny Lohner se mudaron a Austin y continuaron su asociación musical bajo el nombre de Skrew, un proyecto que tenía inclinaciones de música industrial . Lohner más tarde se hizo conocido por sus colaboraciones con actos como Trent Reznor, Rob Zombie, Marilyn Manson y A Perfect Circle .

## Discografía
Álbumes de estudio
- Cuando la obscenidad se convierte en la norma. . . ¡Despierto! (1989, Hoja de metal )
- Corpus Christi (1990, Hoja de metal)

Compilaciones
- Cuando la obscenidad se convierte en la norma. . . ¡Despierto! /Corpus Christi (1995, Hoja de metal)